# Little River Band
Little River Band — австралійський рок-гурт, утворена 1975 року в Мельбурні. До першого складу гурту ввійшли: Гленн Шоррок (Glenn Shorrock), 30.06.1944, Рочестер, Велика Британія — вокал; Біб Бертле (Beeb Birtles), справжнє ім'я Джерард Бертлкемп (Gerard Birtlekamp), 28.11.1948, Амстердам, Голландія — гітара, вокал; Грейм Гобл (Graham Goble), 15.05.1947, Аделаїда, Австралія — гітара, вокал та Дерек Пеллічі (Derek Pellicci) — ударні.
Бертл, Гобл та Пеллічі грали раніше у гурті Mississippi, проводячи багато часу у Лондоні. 1975 року вони познайомились у Мельбурні з Гленом Шорроком, який виступав з власним гуртом Esperanto. Після зміни назви на Little River Band і приєднання до складу Ріка Формоза (Rick Formosa) — гітара та Роджера Маклахлена (Roger McLachlan) — бас, гурт для своєї творчості знайшов натхнення у гармоніях та гітарному звучанні, що походили з Західного Узбережжя США. Майже відразу записавши перший сингл та дебютний альбом, Little River Band здобули великий успіх в Австралії і незабаром під керівництвом Глена Вітлі сконцентрували свою увагу на закордонному музичному ринку, головним чином американському. 1976 року гурту все ж вдалося вперше потрапити на топ-аркуші в США.
Приблизно у цей же період Формоза та Маклахлена змінили відповідно Девід Бріггса (David Briggsa), 26.01.1951, Мельбурн, Австралія та Джордж Макардл (George McArdle), 30.11.1945, Мельбурн, Австралія. Цим складом гурт записала альбом «Diamantina Coctail», який 1977 року отримав у США статус «золотої платівки» (вперше в історії серед австралійських виконавців). Музиканти підтримали цей успіх, записавши 1978 року лонгплей-бестселер «Sleeper Cateher», який однаково чудово продавався як у Латинській Америці, так і в Європі, особливо у Франції. Однак несподівано популярність гурту дещо почала спадати вдома в Австралії, проте продовжувала рости у США.
1982 року своїх колег залишив Глен Шоррок, щоб розпочати сольну кар'єру. На його місце було запрошено одного з найпопулярніших австралійських вокалістів Джона Фарнема (John Farnham), 1.07.1949, Аделаїда, Австралія, який однак 1986 року теж вийшов зі складу гурту і присвятив себе сольній кар'єрі. Проте Little River Band продовжили свою діяльність, щоправда виступаючи час від часу у невеликих залах. 1988 року до гурту повернувся Шоррок і музиканти уклали угоду з фірмою «Curb/MCA Records». Проте лише через два роки вони запропонували свій новий альбом «Get Lucky».

## Дискографія
- 1975: Little River Band
- 1976: After Hours
- 1977: Diamantina Cocktail
- 1978: Sleeper Catcher
- 1978: Beginnings
- 1979: First Under The Wire
- 1980: Backstage Pass
- 1981: Time Exposure
- 1982: Greatest Hits
- 1983: The Net
- 1984: Playin' To Win
- 1986: No Reins
- 1988: Monsoon
- 1989: The Farnham Years
- 1990: Get Lucky
- 1991: World Wide Love
- 1995: Reminiscing — The 20th Anniversary Collection
- 1997: Ten Best All — Time Greatest Hits
- 1997: I Dream Alone
- 2000: Where We Started From
- 2002: One Night in Mississippi
- 2003: Test of Time
- 2006: Re-arranged
- 2007: We call it Christmas

### Глен Шоррок
- 1973: Esperanto Rock Orchestra (з гуртом Esperanto)
- 1974: Dance Macabre (з гуртом Esperanto)
- 1975: Last Tango (з гуртом Esperanto)
- 1983: Villain Of The Peace

### Біб Бертле/Грейм Гобл
- 1980: The Last Romance

### Джон Фарнем
- 1987: Whispering Jack
- 1988: Age Of Reason
- 1990: Chain Reaction
- 1996: Romeo's Heart